# Cultura dell'Iran
La cultura dell'Iran (in persiano  Farhang-e Irān) è una delle più antiche del Medio Oriente. Grazie alla sua posizione dominante, geo-politica e culturale , nel mondo, l'Iran ha influenzato direttamente culture e popoli lontani come l'Italia, la Macedonia e la Grecia a Occidente, la Russia a nord, la penisola arabica a sud e l'Asia meridionale e orientale a est.
È stato scritto che una delle caratteristiche distintive dello spirito persiano è stata un'eclettica elasticità culturale che le ha consentito una così grande longevità storica.
Inoltre, la cultura iraniana si è manifestata in diverse sfaccettature in tutta la storia dell'Iran come in quella del Caucaso, dell'Asia centrale, dell'Anatolia e della Mesopotamia.
In questa voce vengono usati, indifferentemente, i termini persiana|persiano e iraniana|iraniano, per riferirsi alla lingua e ai suoi locutori, e in altri casi al nome dell'Iran pre XX secolo, una nomenclatura che sopravvive tra gli esploratori occidentali e gli orientalisti. Essi non sono assimilabili, ma le culture dei popoli della Grande Persia sono al centro di questo articolo.

## Arte

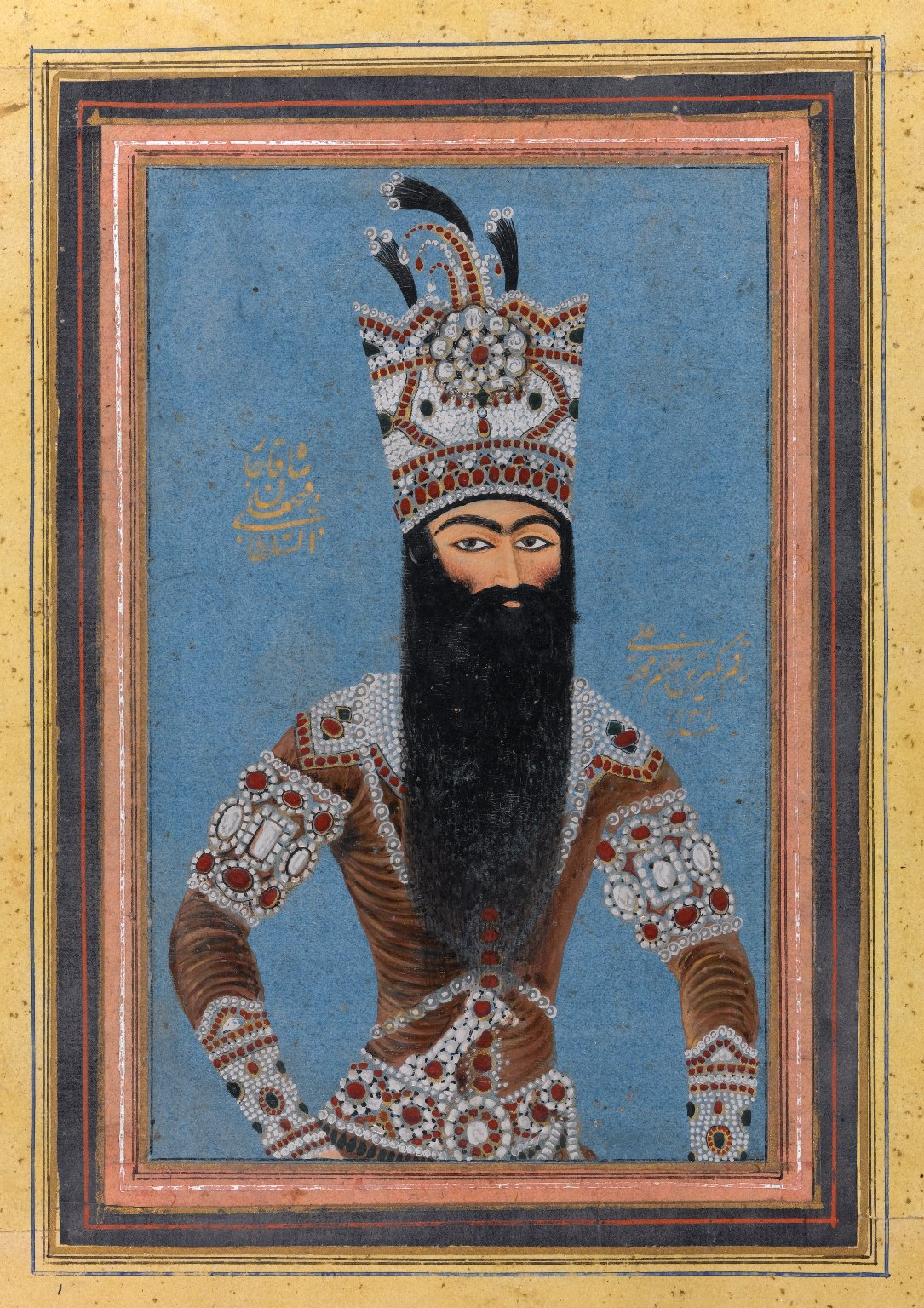
Dipinto di Mihr 'Ali (Iraniano, attivo c. 1800-1830). Ritratto di Fath Ali Shah Qajar, 1815. Brooklyn Museum

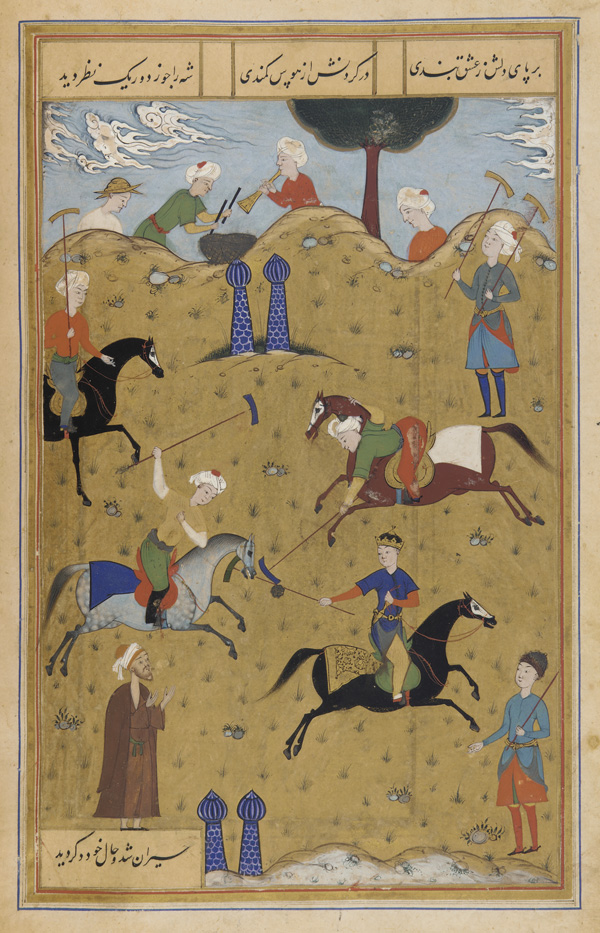
Una miniatura persiana rappresentante una partita di polo, 1546.

L'Iran ha una delle più ricche eredità nel campo dell'arte nella storia del mondo e comprende molte discipline tra cui l'architettura, la pittura, la tessitura, la ceramica, la calligrafia, la lavorazione dei metalli e la scultura. Esiste anche oggi una scena molto vivace nel campo dell'arte moderna e contemporanea iraniana.
L'arte iraniana ha attraversato numerose fasi. Le unicità estetiche dell'Iran sono evidenti dai rilievi achemenidi di Persepoli ai dipinti mosaico di Bishapur. L'era islamica ha portato cambiamenti drastici negli stili e nella pratica delle arti, ogni dinastia con un proprio particolare stile. L'era della dinastia Qajar è stata l'ultima tappa di arte persiana classica, prima dell'importazione del modernismo.

### Lingua e letteratura
Molte sono le lingue parlate nelle diverse regioni dell'Iran. La lingua predominante e lingua nazionale è il persiano, che si parla in tutto il paese. L'azero è parlato principalmente e ampiamente nel nord-ovest, il curdo soprattutto in Occidente così come il luri, il mazanderani e il gilaki nelle regioni costiere del Mar Caspio, l'arabo soprattutto nelle regioni costiere del Golfo Persico, il beluci principalmente nel desolato e remoto lontano sud-est e il turkmeno soprattutto nelle regioni di confine settentrionali. Altre lingue meno diffuse in altre regioni comprendono in particolare il taliscio, il georgiano, l'armeno, l'assiro e il circasso.
La letteratura persiana ispirò Johann Wolfgang von Goethe, Ralph Waldo Emerson, e molti altri, e il persiano è stato spesso considerato come una lingua più degna di servire da veicolo per la poesia. Dialetti persiani sono sporadicamente parlati in tutta la regione orientale, dalla Cina alla Siria fino in Russia, anche se soprattutto nell'altopiano iranico.
La letteratura iraniana contemporanea è influenzata dalla poesia persiana classica, ma riflette anche le particolarità del moderno Iran, attraverso scrittori come Houshang Moradi-Kermani, il più tradotto autore iraniano moderno, e il poeta Ahmad Shamlou.

## Religione in Iran

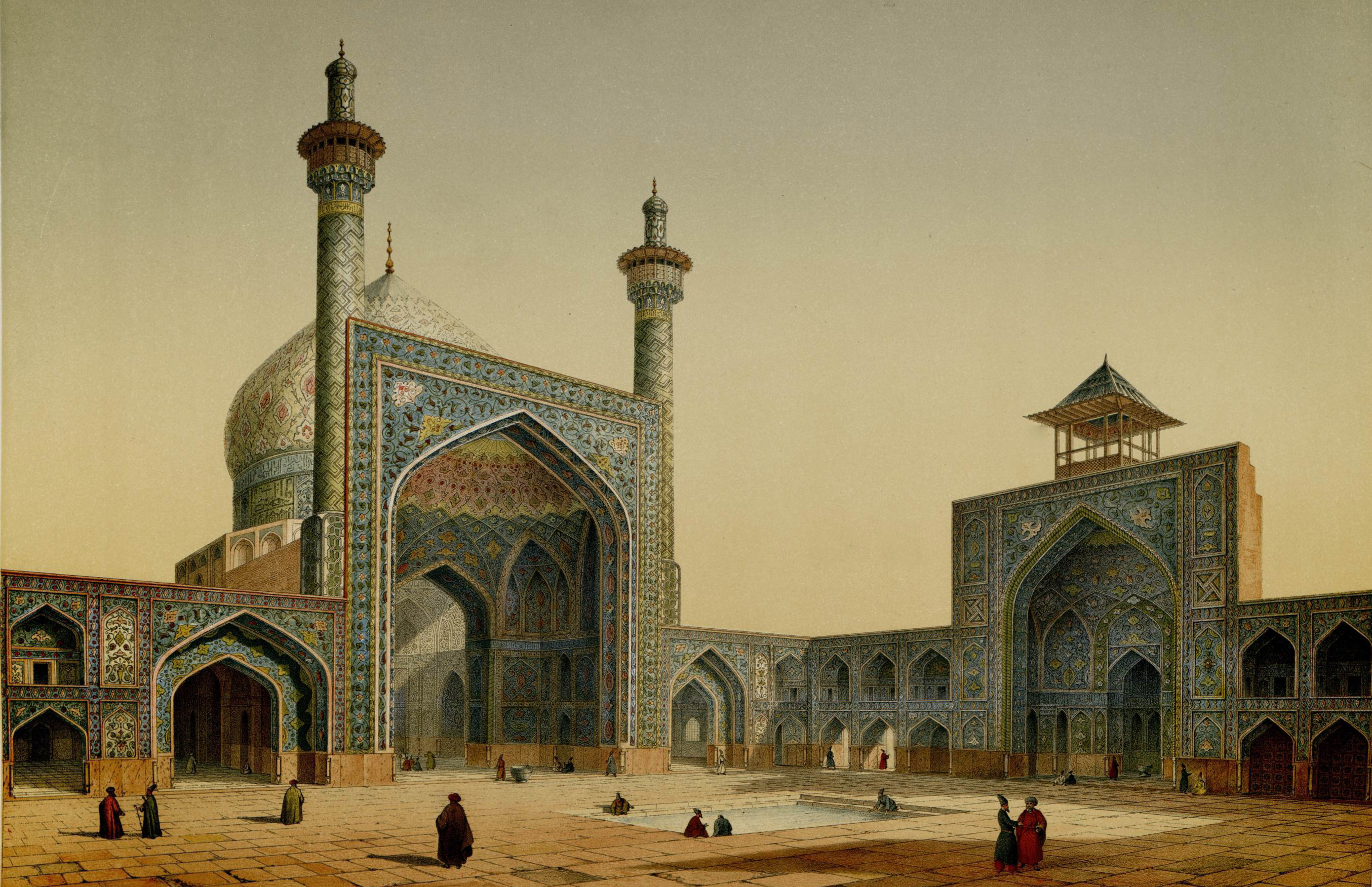
Moschea dello Scià, Esfahan. Dipinto dell'architetto francese, Pascal Coste, che visitò la Persia nel 1841.

Lo Zoroastrismo è stata la religione nazionale dell'Iran per più di un millennio prima della conquista araba. Ha avuto un'influenza enorme sulla filosofia, cultura, arte e architettura iraniane dopo la conversione del popolo iraniano all'Islam.
Oggi, del 98% dei musulmani che vivono in Iran, circa l'89% sono sciiti e solo il 9% sono sunniti. Questa è una tendenza pressoché opposta a ciò che avviene nel resto del mondo musulmano (principalmente nel Medio Oriente).
I seguaci della fede Bahá'í costituiscono la più grande minoranza non musulmana in Iran. Sono sparsi in piccole comunità, anche se sembra che ci sia una grande concentrazione a Teheran. La maggior parte dei Baha'i sono di origine persiana, anche se pare che ce ne siano molti tra gli azeri e i curdi.
I seguaci del cristianesimo comprendono circa 250.000 armeni, 32.000 assiri, e un piccolo numero di cattolici, anglicani, protestanti e iraniani che furono convertiti da missionari nei secoli passati. Così, i cristiani che vivono in Iran sono principalmente discendenti da cristiani indigeni che sono stati convertiti nel corso dei secoli XIX e XX. L'ebraismo è una fede riconosciuta ufficialmente in Iran, e nonostante le ostilità tra Iran e Israele, sulla questione palestinese, la vecchia comunità ebraica da millenni gode del diritto di praticare liberamente la propria religione, nonché ha diritto a un seggio dedicato in parlamento per un rappresentante membro della sua fede. Oltre al cristianesimo e all'ebraismo, lo zoroastrismo è un'altra religione ufficialmente riconosciuta in Iran, anche se i seguaci di questa fede non sono molto numerosi. Inoltre, anche se ci sono stati episodi isolati di pregiudizi contro gli zoroastriani, la maggior parte dei seguaci di questa fede non sono perseguitati.

## Festività in Iran
Il calendario persiano inizia all'equinozio di primavera: se l'equinozio della primavera astronomica arriva prima del mezzogiorno, quello è il primo giorno dell'anno persiano. Se invece giunge dopo mezzogiorno, il capodanno è il giorno successivo. Il calendario persiano, che è il calendario ufficiale dell'Iran, è un calendario solare con un punto di partenza che è lo stesso del calendario islamico. Secondo il Codice del lavoro dell'Iran il venerdì è il giorno di riposo settimanale. L'orario di lavoro governativo va dal sabato al mercoledì (dalle 08:00 alle 16:00).
Anche se la data di alcune festività, in Iran, non è fissa (a causa del sistema di calendario usato, la maggior parte di queste festività cadono intorno allo stesso periodo), alcuni dei principali giorni festivi comprendono il Giorno della nazionalizzazione dell'olio (20 marzo), Nawruz che è l'equivalente iraniano del Capodanno (20 marzo), il compleanno del Profeta e Imam Sadeq (4 giugno) e la morte dell'Imam Khomeini (5 giugno). Feste supplementari includono l'anniversario della rivolta contro lo Scià (30 gennaio), l'Ashura (11 febbraio), la vittoria della Rivoluzione islamica del 1979 (2 aprile), la festa del Sizdah-Bedar-Public un giorno a fine Nowrooz (1 aprile) e la Festa della Repubblica islamica (20 gennaio).

## Cerimonie nuziali
Ci sono due distinte fasi in un tipico rituale di nozze in Iran. Solitamente entrambe le fasi avvengono nello stesso giorno. La prima fase è conosciuta come "Aghd", che è fondamentalmente la componente legale del matrimonio. In questo processo, gli sposi, così come i rispettivi testimoni, firmano un contratto di matrimonio. Questa fase avviene di solito in casa della sposa. Dopo la fine di questo processo legale, si svolge la seconda fase, "Jashn-e Aroosi". Questo passaggio, che è fondamentalmente il ricevimento di nozze, dove si svolgono feste e celebrazioni, in genere dura da tre a sette giorni. La cerimonia si svolge in una sala decorata con fiori e un drappo decorato posto sul pavimento. Questa decorazione è, in genere, tramandata di madre in figlia ed è costituita da un tessuto di "termeh" (cashmere), "atlas" (raso ricamato in oro), o "abrishom" (seta).

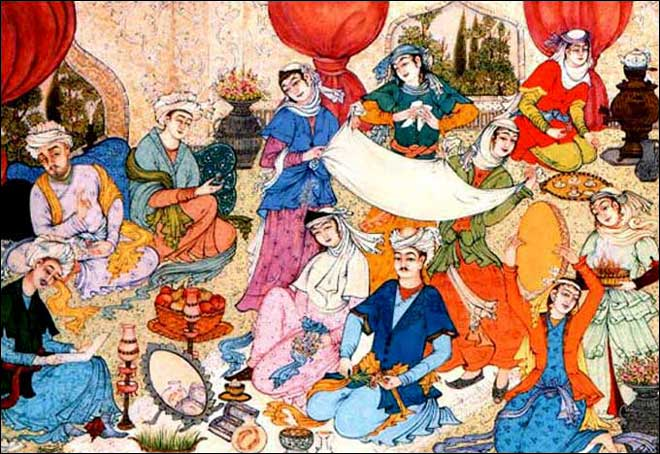
Cerimonia nuziale iraniana

Sul drappo vengono posti degli oggetti: uno specchio (del destino), due candelabri (che rappresentano gli sposi e il loro futuro luminoso), un vassoio contenente sette erbe e spezie policrome (compresi i semi di papavero, il riso selvatico, l'angelica, il sale, semi di nigella, tè nero, e incenso). Queste erbe e spezie svolgono ruoli specifici che vanno dalla rottura di incantesimi e stregonerie, all'accecamento del malocchio, al bruciare degli spiriti maligni. In aggiunta a queste erbe/spezie, viene posta una speciale focaccia cotta e decorata, un cesto di uova decorate, mandorle decorate, noci e nocciole (nel loro guscio per rappresentare la fertilità), un cesto di melograni/mele (per un futuro gioioso come questi frutti che sono considerati divini), una tazza di acqua di rose (da speciali rose persiane) - che aiuta a profumare l'aria, una ciotola realizzata con lo zucchero (a quanto pare per addolcire la vita della coppia di sposi) e un braciere di carboni ardenti e cosparso di ruta selvatica (per scacciare il malocchio e purificare il rituale di nozze). Infine, ci sono elementi aggiuntivi che devono essere posizionati sul drappo, tra cui una ciotola di monete d'oro (a rappresentare la ricchezza e la prosperità), una sciarpa/scialle di seta fine (che si porrà sulla testa della sposa e dello sposo a un certo punto della cerimonia), due coni di zucchero posti sulla testa della sposa e dello sposo, a simboleggiare la dolcezza/felicità, una tazza di miele (per addolcire la vita), un ago e sette matassine di filo colorato (lo scialle che si tiene sopra la testa degli sposi è cucito insieme per tutta la durata della cerimonia), e una copia del libro sacro per la coppia (altre religioni richiedono testi diversi); tutti questi libri simboleggiano la benedizione di Dio sulla coppia.
In tempi antichi il matrimonio, soprattutto per le spose, aveva una caratteristica molto ben documentata in Iran. Ci si sposava in età adolescenziale. Mentre il popolo iraniano ha cercato di cambiare legalmente questa pratica mediante l'attuazione di un minimo di età più elevato per accedere al matrimonio ci sono stati innumerevoli blocchi di questo tentativo. Anche se l'età media delle donne che si sposano è aumentata di circa cinque anni negli ultimi due decenni, le ragazze si sposano ancora molto giovani, anche se c'è un articolo del codice civile che proibisce il matrimonio alle donne di età inferiore ai 15 anni e agli uomini di età inferiore ai 18.

## Tappeti persiani
In Iran i tappeti persiani sono sempre stati una parte importante della cultura.

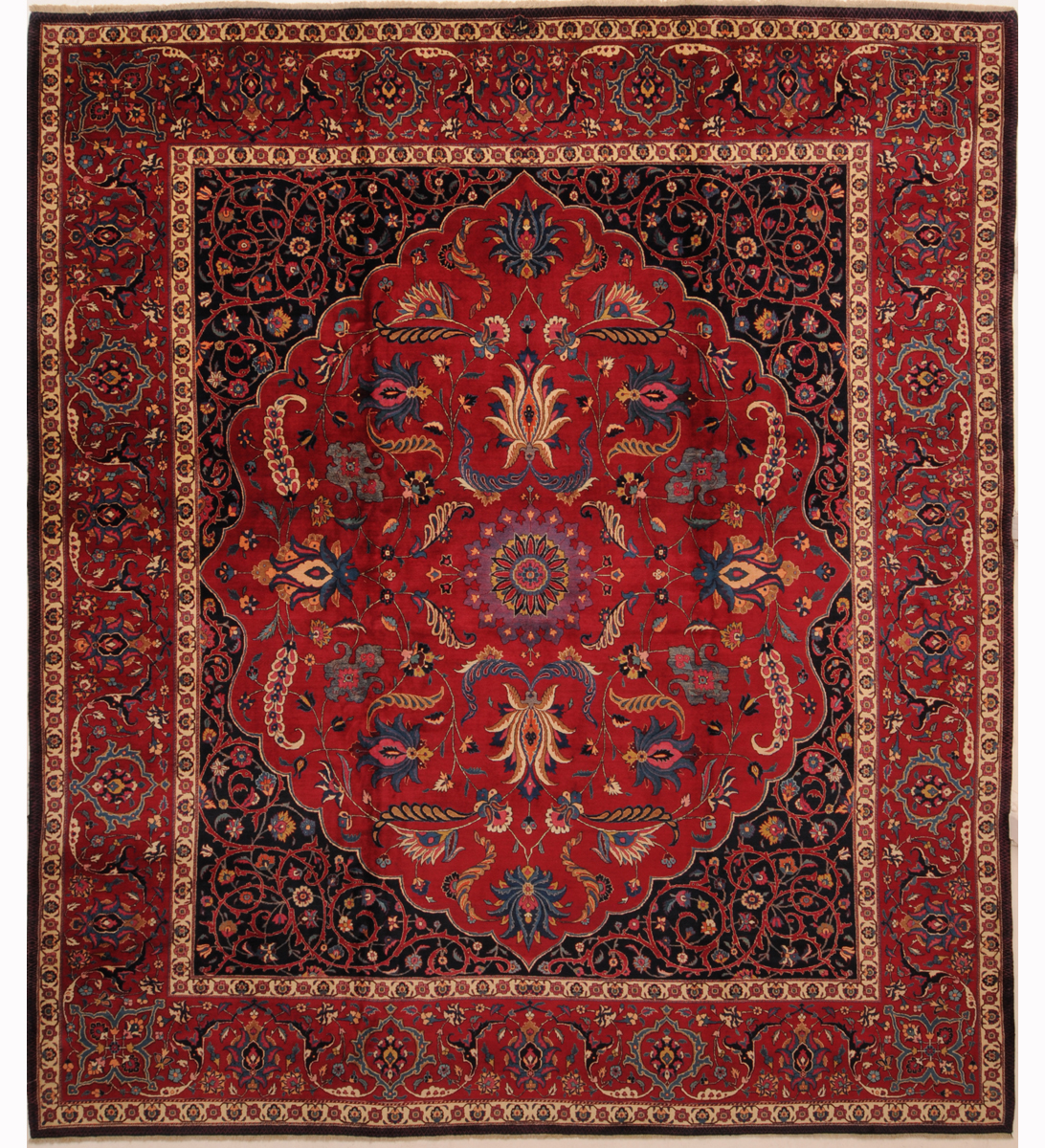
Antico tappeto persiano Mashad

Gli iraniani furono tra i primi popoli, nella storia, a tessere tappeti. In primo luogo spinti da una necessità di base, un semplice intreccio di tessuto che aiutava le persone nomadi, che vivevano nell'antico Iran, a stare al caldo riparandosi dal freddo del terreno umido. Con il passare del tempo la complessità e la bellezza dei tappeti, aumentò a tal punto che i tappeti sono ora acquistati come elementi decorativi.
In funzione della lunga storia della seta fine e della tessitura della lana, i tappeti persiani sono tra i più bei tappeti, dal disegno complesso e riconosciuti di fama mondiale. In vari luoghi dell'Iran, i tappeti sembrano essere tra i beni più preziosi della popolazione locale. L'Iran attualmente produce più tappeti e moquette di tutti gli altri paesi del mondo messi insieme.

## Cultura moderna

### Cinema
Con trecento premi internazionali vinti negli ultimi dieci anni il cinema iraniano continua a essere riconosciuto in tutto il mondo. Tra i registi più famosi si citano Abbas Kiarostami, Majid Majidi e Asghar Farhadi.

### Arte contemporanea
Vi è una rinascita di interesse per gli artisti contemporanei iraniani e della più grande diaspora iraniana. Tra i principali si ricordano Shirin Aliabadi, Mohammed Ehsai, Ramin Haerizadeh, Rokni Haerizadeh, Golnaz Fathi, Monir Shahroudy Farmanfarmaian, Parastou Forouhar, Pouran Jinchi, Farhad Moshiri, Shirin Neshat, Parviz Tanavoli, YZ Kami e Charles Hossein Zenderoudi.

### Musica
La musica della Persia risale a prima dei giorni di Barbad nella corte reale sassanide. Da qui molte culture musicali fanno risalire le loro origini lontane.

### Architettura

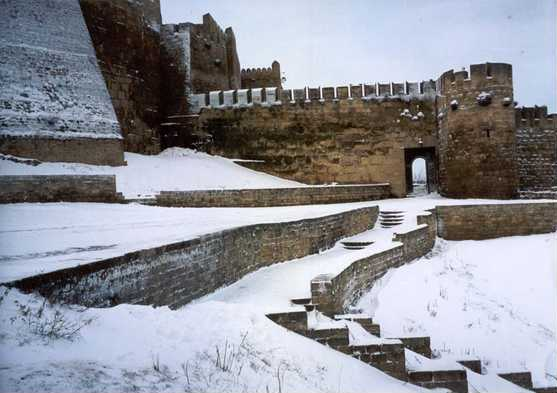
Fortezza sasanide a Derbent, Dagestan. Ora iscritta nel patrimonio dell'UNESCO della Russia dal 2003.

#### Tradizione delle case da tè in Iran
Esistono un numero incalcolabile di tradizionali case da tè (chai khooneh) in tutto l'Iran, e ogni provincia dispone di una propria presentazione culturale di questa antica tradizione. Tuttavia, ci sono alcuni tratti che sono comuni a tutte le case da tè, in particolare gli aspetti più visibili, il forte  chai (tè) e l'immancabile ghalyan narghilè. Quasi tutte le case da tè servono baqleh, fave (cotte al vapore), servite con sale e aceto e una varietà di dolci e pasticcini. Molte case da tè servono anche pasti completi, in genere una varietà di kebab e specialità regionali.

### Giardini persiani
Il giardino persiano è stato, da sempre, progettato come un riflesso del paradiso in terra; la parola "giardino" è proveniente da radici persiane. Il luogo speciale del giardino, nel cuore iraniano, è nella loro architettura, tra le rovine dell'Iran e nei loro dipinti.

### Cucina
La cucina dell'Iran è considerata come una delle forme più antiche di tutto il mondo. Il pane è senza dubbio l'alimento più importante, con una grande varietà diverse, alcune delle più popolari sono: nan e hamir, che sono cotti in grandi forni di argilla (chiamati anche "tenurs"). Nella cucina iraniana, ci sono molti piatti realizzati con prodotti lattiero-caseari. Uno dei più popolari dei quali è lo yogurt ("mast"), che ha un processo di fermentazione specifico che è ampiamente utilizzato dalla maggior parte degli iraniani. Inoltre, il mast è usato per fare una zuppa ed è essenziale per la produzione dell'olio. Oltre a questi prodotti lattiero-caseari, la cucina iraniana dispone di una serie di piatti realizzati con il riso. Alcuni piatti popolari con il riso comprendono il riso bollito preparato con una varietà di ingredienti, come carni, verdure e condimenti ("plov") tra cui piatti come chelo-horesh, 'shish kebab con riso, chelo-kebab, riso con agnello, polpette con riso, e kofte (riso bollito). Inoltre la cucina iraniana è famosa per i suoi dolci. Uno dei più famosi è il "baklava" con mandorle, cardamomo e tuorli d'uovo. I dolci iraniani in genere contemplano l'uso di miele, cannella, succo di lime e grano germogliato. Una bevanda dessert molto popolare in Iran è lo "sherbet sharbat-portagal", costituito da una miscela di buccia d'arancia e succo d'arancia bollito in sciroppo di zucchero e diluito con acqua di rose. Proprio come tra le persone di molti paesi del Medio Oriente la bevanda preferita dal popolo dell'Iran è il tè (senza latte) o "kakhve-khana".

## Sport
- Il gioco del polo ebbe origine tra le antiche tribù dell'Iran e venne regolarmente giocato in tutto il Paese fino alla rivoluzione del 1979, quando venne assimilato alla monarchia. Continua a essere giocato, ma solo nelle zone rurali e con discrezione. Recentemente, a partire dal 2005, ha acquisito un profilo sempre più elevato. Nel marzo del 2006 c'è stato un torneo molto pubblicizzato e tutte le partite importanti sono state trasmesse in televisione.
- Iranian Zoor Khaneh

## Donne nella cultura persiana
Dall'epoca della rivoluzione del 1979 le donne iraniane hanno avuto più opportunità in alcune aree e più restrizioni in altre. Una delle caratteristiche sorprendenti della rivoluzione fu la partecipazione, su larga scala, delle donne provenienti da ambienti tradizionali a manifestazioni che portarono al rovesciamento della monarchia. Le donne iraniane che avevano ottenuto la fiducia e l'istruzione superiore durante l'era Pahlavi parteciparono a manifestazioni contro lo Scià per rovesciare la monarchia. L'istruzione delle donne è stata istituita al tempo della rivoluzione, tanto che anche dopo di essa, un gran numero di donne è entrato nel servizio civile e nell'istruzione superiore, e nel 1996 quattordici donne vennero elette all'Assemblea Consultiva Islamica. Nel 2003 la prima donna giudice ai tempi dell'era Pahlavi, Shirin Ebadi, vinse il Premio Nobel per la pace per i suoi sforzi nella promozione dei dititti umani.
Secondo un sondaggio mondiale dell'UNESCO, a livello primario di iscrizione, l'Iran ha il più alto rapporto di genere femmina/maschio nel mondo tra le nazioni sovrane, con un rapporto ragazza/ragazzo di 1,22:1,00 e si situa al decimo posto nel mondo per l'alfabetizzazione femminile. Dal 1999, l'Iran ha 140 editori donna, abbastanza per tenere una mostra di libri e riviste pubblicate da donne. Dagli anni '90 le studentesse universitarie superano in numero gli studenti; al 2005 il 65% degli studenti universitari iraniani e il 43% dei lavoratori dipendenti erano donne e agli inizi del 2007 circa il 70% degli studenti di scienze e ingegneria erano donne. Per l'Istituto di Statistica dell'UNESCO nel 2015 le donne erano il 67% dei diplomati e laureati in materie scientifiche. Questo ha comportato che molte diplomate e universitarie sono sottoutilizzate. Questo sta cominciando ad avere un effetto sulla società iraniana ed è stato un fattore che ha contribuito a proteste da parte delle giovani iraniane.
Nel corso degli ultimi decenni le donne iraniane hanno avuto significative presenze nel movimento scientifico (era iraniana l'unica medaglia Fields donna, Maryam Mirzakhani), nell'arte, nella nuova letteratura e nel cinema. Le donne raggiungono il 60% tra tutti gli studenti di scienze naturali, compreso uno su cinque tra gli studenti di master universitari.

## Festività
Gli iraniani festaggiano le seguenti festività basate sul calendario solare, oltre a importanti feste religiose islamiche e del calendario sciita, basato su un calendario lunare.
- Nowruz (anno nuovo iraniano) - inizia il 21 marzo
- Sizdah bedar (giorno della natura)
- Jashn-e-Tirgan (Festa dell'acqua)
- Jashn-e-Sadeh (Festa del fuoco)
- Jashn-e-Mehregan (Festa d'autunno)
- Shab-e-Yalda (Festa d'inverno)
- Charshanbeh Suri

## Tradizioni culturali dell'antica Persia

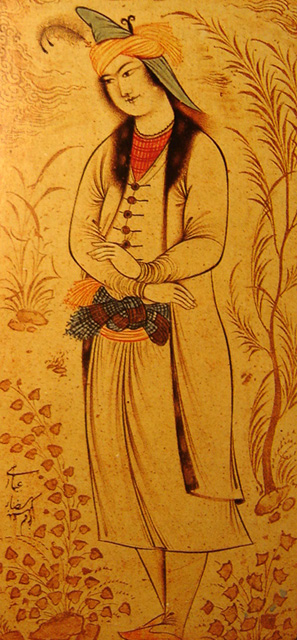
Principe Muhammad-Beik della Georgia, 1620. Dipinto di Reza Abbasi.

Come il tappeto persiano, che presenta numerosi colori e forme in un brillante caleidoscopio di colori e di creatività, la cultura persiana è il collante che lega i popoli dell'Asia occidentale e centrale. Il Caucaso e Asia centrale "occupano un posto importante nella geografia storica della civiltà persiana. Gran parte della regione era inclusa nel pre-islamico impero persiano, e molti dei suoi antichi popoli o appartenevano al ramo iraniano dei popoli indo-europei (per esempio Medi e Soghdiani), o erano in stretto contatto culturale con loro (per esempio gli armeni). Secondo l'iranologo Richard Nelson Frye:
Molte volte ho sottolineato che gli attuali popoli dell'Asia centrale, sia di lingua iraniana che turca, hanno una cultura, una religione, una serie di valori sociali e di tradizioni che la sola lingua li separa.
La cultura della Persia si è così sviluppata nel corso di migliaia di anni. Ma, storicamente, i popoli di quelli che ora sono l'Iran, Armenia, Azerbaigian, Turchia e Georgia, sono legati gli uni agli altri come parte del più ampio gruppo di popoli del grande Iran culturale e storico. Il Caucaso del nord è ben all'interno della sfera di influenza della cultura persiana, come si può vedere dalle molte rovine e dalle opere di letteratura di quella regione.

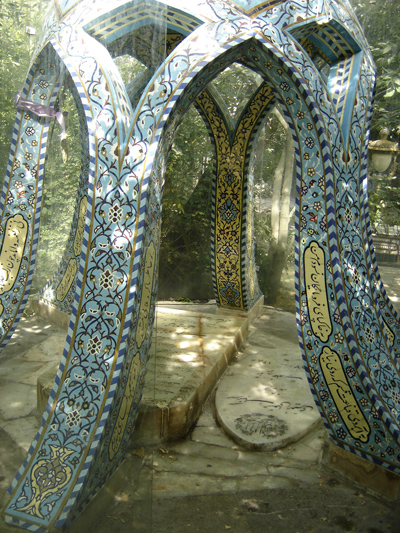
L'Iran è pieno di tombe di poeti e musicisti, come questa appartenente a Rahi Moayeri. Un esempio del patrimonio artistico profondo dell'Iran.
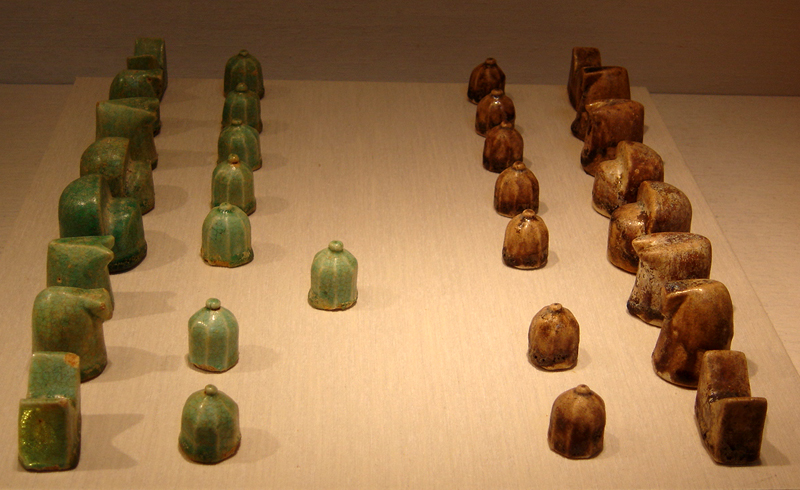
Scacchi iraniani (shatranj), smaltati del XII secolo. Metropolitan Museum of Art.
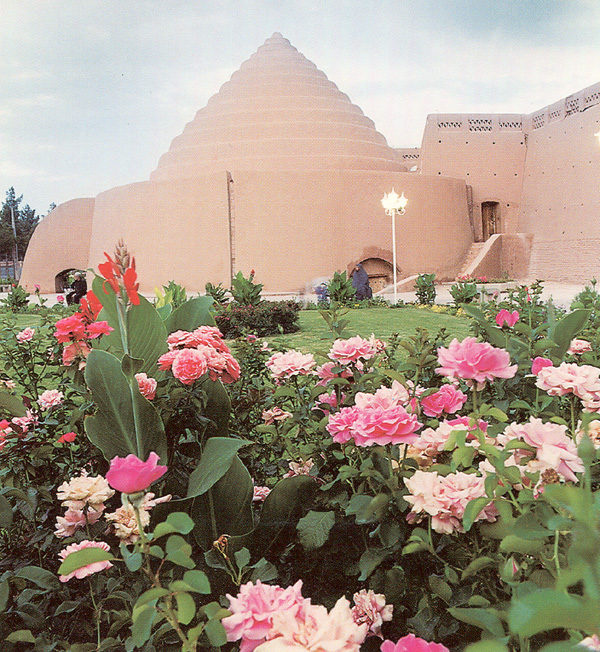
Un'antica casa del ghiaccio, chiamata yakhchal, costruita nell'antichità per conservare il ghiaccio d'estate.

## Contributi al progresso dell'umanità nella storia antica
Dagli umili mattoni, alla creatività del mulino a vento, i persiani hanno mescolato creatività e arte offrendo al mondo numerosi contributi.
Quella che segue è una lista di alcuni esempi di contributi culturali persiani allo sviluppo del mondo.
- (10000 a.C.) - Primo addomesticamento noto della capra.[21]
- (6000 a.C.) - Primo mattone.[22] Alcuni dei più antichi mattoni trovati sono di fattura persiana, da c. 6000 a.C.
- (5000 a.C.) - Invenzione del vino. Scoperta fatta dalla University of Pennsylvania negli scavi a Hajji Firuz Tepe nel nord-ovest dell'Iran.[23]
- (5000 a.C.) - Invenzione del tar, che portò poi allo sviluppo della chitarra.
- (3000 a.C.) - Lo ziggurat. Lo ziggurat di Sialk, secondo il Cultural Heritage Organization of Iran, è precedente a quello di Ur o a ogni altro dei 34 della Mesopotamia.
- (3000 a.C.) - Un gioco che assomiglia al backgammon apparve nell'est dell'Iran.
- (1400 a.C. - 600 a.C.) - Zoroastrismo: dove nasce, secondo alcuni studiosi, il primo profeta di una fede monoteista,[24] portandoli a dire che lo zoroastrismo è "la più antica delle religioni rivelate, che probabilmente ha avuto più influenza sul genere umano, direttamente o indirettamente, più di ogni altra fede".[25][26]
- (576 a.C. - 529 a.C.) - Sotto il regno di Ciro il Grande, venne creato il cilindro di Ciro, che venne scoperto nel 1879 a Babilonia e oggi si trova al British Museum.
- (576 a.C. - 529 a.C.) - Sotto il regno di Ciro il Grande, Ciro libera gli ebrei dalla prigionia babilonese.
- (521 a.C.) - Venne inventato il gioco del polo.[27]
- (500 a.C.) - Primo sistema di tassazione (soto l'impero achemenide).
- (500 a.C.) - "Via Reale di Persia" - il primo servizio di posta.[28]
- (500 a.C.) - Introduzione dei primi polli domestici in Europa.
- (500 a.C.) - Prima coltivazione degli spinaci.
- (400 a.C.) - Yakhchal, antica ghiacciaia persiana.
- (400 a.C.) - Gelato.[29]
- (250 a.C.) - Primo tentativo di scavare il Canale di Suez, iniziato sotto Dario e completato dai Tolomei.[30]
- (50 a.C.) - Coltivazione della pesca, frutto di origine cinese, introdotto in occidente dalla Persia, come indicato dal suo nome scientifico latino, Prunus persica[31]
- (271) - Accademia di Gundishapur - il primo ospedale.
- (700) - I biscotti.
- (700) - Il mulino a vento.[32]
- (864 - 930) - Primo utilizzo sistematico dell'alcool in medicina: Rhazes.[33]
- (1000) - Coltivazione dei tulipani nella Persia medievale.[34]
- (1000) - Introduzione della carta in occidente.[35]
- (935 - 1020) - Firdusi scrive lo Shahnama (Libro dei re) che portò alla rinascita della cultura iraniana e all'espansione della sua sfera culturale.
- (980 - 1037) - Avicenna, un medico, scrisse il Canone della medicina, uno dei manuali fondamentali nella storia della medicina moderna.
- (1048 - 1131) - Khayyam, uno dei più grandi uomini universali di tutti i tempi, presentò una teoria dell'eliocentricità. Contribuì a tracciare i fondamenti dell'algebra.
- (1207 - 1273) - Rumi scrisse delle poesie e, nel 1997, le traduzioni delle stesse ebbero grande successo negli Stati Uniti.[36]
- algebra e trigonometria: numerosi scienziati iraniani contribuirono alla nascita e allo sviluppo dell'algebra, delle medicina e della farmacologia, e alla scoperta della trigonometria.[37]
- Qanat, acquedotti sotterranei.
- Torri del vento, antichi condizionatori d'aria.